# جيري ألين
جيري ألين (بالإنجليزية: Jerry Allen)‏ هو لاعب كرة قدم أمريكية أمريكي، ولد في 26 يونيو 1941 في كانتون في الولايات المتحدة.

## وصلات خارجية
- جيري ألين على موقع مرجع كرة القدم المحترفة.كوم (الإنجليزية)